# Inspection générale des Finances (Mauritanie)
Pour les articles homonymes, voir Inspection générale des finances.
L'Inspection générale des Finances (IGF) de Mauritanie est un organe supérieur de contrôle qui exerce une mission générale de contrôle, d'audit, d'étude, de conseil et d'évaluation en matière administrative, économique et financière. 
Placée sous l'autorité directe du ministre des Finances, ses interventions couvrent tous les secteurs du domaine public.

## Historique
L'IGF de Mauritanie a été créée par décret en décembre 1962. 
Ce premier décret a été abrogé et complété par les décrets de janvier 1983 et septembre 2004 fixant l'organisation, le fonctionnement et les attributions de l'IGF.
En  décembre 2005, un nouveau décret transforme l’IGF en une Direction Générale, mais en 2008, l’IGF est rattachée par décret au cabinet du ministre des Finances. 
Ces textes sont complétés par un arrêté de février 2005 portant instructions sur les travaux de l'IGF.

## Organisation
L'IGF est coiffée par l'Inspecteur général Coordinateur et comprend des Inspecteurs Généraux des Finances, des inspecteurs vérificateurs, et trois services (service administratif, service secrétariat, service de la documentation). 
Les interventions de l'IGF sont régies par des textes d’ordre général (loi organique, code pénal, règlement général de la comptabilité, etc.) et les textes spécifiques à l'institution.
Les inspecteurs généraux et vérificateurs sont fonctionnaires.

### Inspecteurs généraux
Nommés par décret pris en conseil des Ministres, l'Inspecteur général Coordinateur a rang de Conseiller au Premier Ministère, et les inspecteurs généraux ont rang de chargés de mission au ministère. Les textes précisent qu'ils doivent être des administrateurs de régie financière avec une ancienneté d'au moins 10 ans, avoir un casier judiciaire vierge et être âgés de plus de 35 ans.
Les inspecteurs généraux sont responsables de la mission de contrôle qui leur est confiée, qu'ils coordonnent et exécutent. Ils sont en relation directe avec le Ministre des Finances et sont assistés dans leurs interventions par les inspecteurs vérificateurs nommés par Arrêté du Ministre des Finances.

### Inspecteurs vérificateurs
Nommés par arrêté du ministre des Finances, ils  ont rang de directeurs centraux. Ils peuvent être des administrateurs de régie financière ou des inspecteurs du Trésor public ou des  impôts, avec une ancienneté d'au moins 5 ans et doivent avoir un casier judiciaire vierge.
Les inspecteurs vérificateurs participent à l'investigation, sous la direction d'un inspecteur général.

## Mission
L'IGF est l'outil qui permet l'exercice des pouvoirs de contrôle dévolus au ministre chargé des Finances au niveau de l'État, des collectivités territoriales, des  établissements publics, des sociétés à capitaux publics et de tout organisme recevant un concours financier de l'État ou exerçant une mission d'intérêt public. 
L'IGF est également chargée de l'accomplissement de missions confiées par le ministre chargé des Finances : 
- les enquêtes relatives à des questions d'intérêt économique et financier ;
- les conseils portant, entre autres, sur la vulgarisation des textes réglementaires à caractère financier et la réflexion sur les textes législatifs et réglementaires.

## Objectifs
À travers sa double mission de contrôle et de conseil, l'IGF participe au renforcement de la bonne gouvernance et à l'amélioration de la gestion des finances publiques, notamment en matière de performance et de rendement. 
L'IGF contribue également à promouvoir la bonne gestion des affaires publiques en luttant contre la corruption et les infractions à caractère économique et financier.

## Fonctionnement
L'IGF mène ses interventions :  
- sur la base d’un  programme annuel approuvé par le Ministre des Finances
- à l’initiative du Ministre des Finances ou sur demande de l’un de ses collègues.

### Programme annuel
Chaque année, un collège d'inspecteurs établit un programme annuel de contrôle. Ce programme est envoyé au ministre des Finances pour validation. 
Toutes les missions de contrôle sont sanctionnées par des rapports de mission adressés au Ministre des Finances sous pli confidentiel. 
À la fin de chaque année, l’IGF élabore un rapport annuel qui contient la typologie des irrégularités relevées ainsi que les statistiques relatives aux montants remboursés, et les autres ayant fait l'objet d'une mise en demeure.

### Missions de contrôles spécifiques
Le ministre des Finances peut saisir l'IGF à tout moment de l'année pour qu'elle exerce un contrôle sur un organe désigné.

### Modalités de contrôle
Le contrôle effectué par l'IGF se fait a posteriori, sur place et sur pièce. 
L'organe ciblé n'est pas forcément informé du contrôle.  Celui-ci peut prendre la forme de visites inopinées. Au cours du contrôle, l'inspecteur général peut geler les congés du personnel contrôlés ou réquisitionner le personnel au besoin.
En cas de constat d'irrégularités, l'Inspecteur Général des Finances envoie une lettre d'observation au seul contrôlé. La personne mise en cause dispose d'un délai pour répondre.
Si la justification du contrôlé est satisfaisante, l'observation est levée. Dans le cas contraire, l'inspecteur général rédige un rapport final dans lequel il maintient son observation. Ce rapport comporte aussi des conseils et recommandations pour améliorer les performances de l'organe contrôlé.
L'inspecteur général peut choisir d'envoyer son rapport au ministre des Finances, il en est alors le seul responsable, ou de le faire viser par la Commission de lecture de l'IGF et le présenter ainsi comme un « rapport de l'IGF ».

### Constat d'irrégularités
L’Inspecteur Général transmet ses rapports au Ministre des Finances qui décide de la suite à donner.
En cas de constat d’irrégularité (corruption, détournement de fonds, mauvaise gestion ou malversation), l'Inspecteur Général, en concertation avec le Ministre des Finances, arrête les dispositions nécessaires à prendre : classer le rapport, prendre sanctions administratives, saisir la justice et/ou transmettre le rapport au ministère de tutelle de l'institution contrôlée. 
En cas de détournements importants, l'IGF peut rédiger, en concertation avec le Ministre des Finances, une mise en demeure de remboursement confiée à la Direction Générale de la Lutte contre la Criminalité Économique et Financière (DGLCCEF). C'est cette dernière qui sera chargée de la transmettre à la personne mise en cause et d'en assurer le suivi.

### Relations avec les autres institutions de contrôle
L'IGF entretient des relations de concertation et de collaboration avec les deux autres organes de contrôle que sont la Cour des comptes de Mauritanie et l'Inspection générale d’État